# Lost Highway (colonna sonora)
| Recensione | Giudizio |
| ---------- | -------- |
| AllMusic   |          |
| Pitchfork  |          |

Lost Highway è la colonna sonora dell'omonimo film di David Lynch.
La colonna sonora è stata prodotta da Trent Reznor, leader dei Nine Inch Nails e pubblicata per la Interscope Records. Include brani originali di Angelo Badalamenti, Trent Reznor, Marilyn Manson e Danny Lohner, assieme a brani non originali di altri artisti tra cui i Rammstein.
Nel film è presente anche Song to the Siren dei This Mortal Coil, cover di una canzone di Tim Buckley, non presente nella tracklist.
La traccia 14 contiene estratti di Blue Lines dei Massive Attack, Le Temps Des Souvenirs di Françoise Hardy e Spooky dei The Classics IV.

## Tracce
1. David Bowie – I'm Deranged (edit) – 2:37 (David Bowie, Brian Eno)
2. Trent Reznor – Videodrones; Questions (feat. Peter Christopherson) – 0:44 (Peter Christopherson, Trent Reznor)
3. Nine Inch Nails – The Perfect Drug – 5:15 (Nine Inch Nails)
4. Angelo Badalamenti – Red Bats With Teeth – 2:57 (musica: Angelo Badalamenti)
5. Angelo Badalamenti – Haunting & Heartbreaking – 2:09 (musica: Angelo Badalamenti)
6. The Smashing Pumpkins – Eye – 4:51 (Billy Corgan)
7. Angelo Badalamenti – Dub Driving – 3:43 (musica: Angelo Badalamenti, David Lynch)
8. Barry Adamson – Mr. Eddy's Theme 1 – 3:31 (Barry Adamson)
9. Lou Reed – This Magic Moment – 3:23 (Jerome Doc Pomus, Mort Shuman)
10. Barry Adamson – Mr. Eddy's Theme 2 – 2:13 (musica: Barry Adamson)
11. Angelo Badalamenti – Fred & Renee Make Love – 2:04 (musica: Angelo Badalamenti)
12. Marilyn Manson – Apple of Sodom – 4:26 (Marilyn Manson)
13. Antônio Carlos Jobim – Insensatez – 2:53 (Norman Gimbel, Antônio Carlos Jobim, Vinícius de Moraes)
14. Barry Adamson – Something Wicked This Way Comes (Edit) – 2:54 (Barry Adamson)
15. Marilyn Manson – I Put a Spell on You – 3:30 (Screamin' Jay Hawkins)
16. Angelo Badalamenti – Fats Revisited – 2:31 (Angelo Badalamenti)
17. Angelo Badalamenti – Fred's World – 3:01 (musica: Angelo Badalamenti)
18. Rammstein – Rammstein (Edit) – 3:24 (Lindemann, Landers, Kruspe, Riedel, Schneider, Lorenz)
19. Barry Adamson – Hollywood Sunset – 2:01 (musica: Barry Adamson)
20. Rammstein – Heirate Mich (Edit) – 3:02 (Lindemann, Landers, Kruspe, Riedel, Schneider, Lorenz)
21. Angelo Badalamenti – Police – 1:40 (musica: Angelo Badalamenti)
22. Trent Reznor – Driver Down – 5:18 (Trent Reznor)
23. David Bowie – I'm Deranged (Reprise) – 3:48 (David Bowie, Brian Eno)

Durata totale: 71:55
- "Song to the Siren" dei This Mortal Coil viene utilizzata nel film, ma non è stata inclusa nell'album della colonna sonora.
- "Apple of Sodom" di Marilyn Manson è un out-take dell'album Antichrist Superstar (1996).
- La post-produzione su "Videodrones; Questions" e  "Driver Down" è di Peter Christopherson.

Le canzoni editate per la colonna sonora sono state registrate originariamente per questi album:
- David Bowie: "I'm Deranged" da 1.Outside (1995).
- Barry Adamson: "Something Wicked This Way Comes" da Oedipus Schmoedipus (1996).
- Rammstein: "Rammstein" e "Heirate Mich" da Herzeleid (1995).
- Marilyn Manson: "I Put a Spell on You" da Smells Like Children (1995).

## Formazione
- Angelo Badalamenti - tastiere (traccia 7)
- David Lynch - produttore esecutivo, percussioni (traccia 7)
- Trent Reznor - produzione discografica della compilation, produzione discografica (tracce 3, 15, 22), missaggio (traccia 22), arrangiamenti (traccia 22)
- Marilyn Manson - produzione discografica (traccia 12)
- Billy Corgan - missaggio (traccia 6), produzione discografica (traccia 6)
- City of Prague Philharmonic Orchestra - registrazione (tracce 5, 11, 16, 21)
- Brian Pollack - ingegneria acustica (tracce 3, 22)
- Dave Ogilvie - ingegneria acustica (traccia 3)
- Alan Moulder - missaggio (traccia 3)
- Peter Christopherson - produzione discografica addizionale (traccia 22)
- Jeff Moleski - registrazione traccia 6
- George Langis - ingegneria acustica (traccia 6)
- J. Nicholas - ingegneria acustica (traccia 6)
- Neil Perry - missaggio (traccia 6)
- Tommy Lipnick - ingegneria ("Engineer [Technical]") (traccia 6)
- Sean Beavan - produzione discografica (tracce 12, 15), missaggio (tracce 12, 15)
- Chris Vrenna - batteria (traccia 22)
- Danny Lohner - chitarra (traccia 22)
- Ernest Hamilton - basso elettrico (traccia 4)
- Ralph Penland - batteria (traccia 4)
- Bob Sheppard - sassofono (traccia 4)
- Henry Kranen - sassofono baritono (traccia 4)
- Ronald Brown - sassofono baritono (traccia 4)
- Peter Richards - basso elettrico (traccia 7)
- Graham Hawthorne - batteria (traccia 7)
- Samuel Richards - chitarra elettrica (traccia 7)
- Tra Siegel - chitarra elettrica (traccia 7)
- Robert Muller - tastiere (traccia 7)
- Norris Webb - organo (traccia 7)
- Kim Wexman - design copertina
- Gary Talpas - design packaging
- Suzanne Tenner - fotografie
- John A. Malm, Jr. - management